# Верхоторский медеплавильный завод
Верхоторский медеплавильный завод  —  завод, действовавший с 50-х годов XVIII века по 1913 год в селе Верхотор Республики Башкортостан. 

## История создания
Территория Республики Башкортостан богата полезными ископаемыми, включая запасы меди. Медные месторождения формировались здесь на дне теплых морей из гидротермальных растворов, вливающихся в морскую воду.  
Верхоторский медеплавильный завод был основан в 1759 году у реки Тор (приток реки Нугуш). Земли для строительства на них завода были приобретены у башкир Бушман-Кипчакской, Тамьянской и Юрматынской волости Ногайской дороги. Основателями заводы стали симбирские купцы И. Б. Твердышев и И. С. Мясников. Ими же был основан и расположенный в 11 километрах от Верхотора, основанный в 1745 году Воскресенский завод, также расположенный на реке Тор. Верхоторский медеплавильный завод входил в Верхоторский горный округ, с 1900 года он входил в Воскресенский округ.
В конце  XVIII века заводу принадлежало 29 тыс. десятин земли. В 1772 году на заводе работало 1548 рабочих, в конце  XVIII века здесь было 78 мастеровых и работных людей, 541 крепостных крестьян, в начале XX века здесь было 146 рабочих. Мастеровые и работные люди состояли из собственных и приобретенных крестьян; вспомогательные работы поручались собственным крестьянам и вольнонаемным работникам, среди которых были и башкиры.  Владельцами завода были те-же, что и Воскресенского завода: А. И. и Н. А. Дурасовы (1783-1804), Д. И. Пашковы (с 1804 года). В 1913 году Верхоторский завод был закрыт. На месте бывшего заводского селения ныне находится село Верхотор Ишимбайского района Республики Башкортостан. 
В годы Крестьянской войны под предводительством Емельяна Пугачёва, (1773—1774 годах) завод находился в руках повстанцев. В это время на заводе производили орудия и боеприпасы. Весной 1774 года завод был разрушен, и только через три года был восстановлен. При заводе функционировала церковь, училище, работали две водяные мельницы. В 1913 году Верхоторский медеплавильный завод был закрыт. Ныне здания заводоуправления (1759) и складского помещения (1867), заводской мост (1855) являются памятниками архитектуры.  Здания заводоуправления и складские помещения находятся в полуразрушенном от времени состоянии.

## Оборудование завода
В конце  XVIII века на заводе работали 3 плавильные печи, 3 горна, 3 расковочных молота. В начале XIX века на заводе было 6 медеплавильных печей, 2 гармахерских и 2 шплейзофенных горна. У завода было 140 медных рудников.

## Продукция
В разное время (1856, 1857, 1860) за год на заводе выпускалось от 3 до 19 тыс. пудов меди. За 154 года работы завода на нем было выплавлено 1,6 млн. пудов чистой меди.  Максимальную производительность завод показал в 1889 году, когда было выплавлено 16,9 пудов меди. В конце XIX века медеплавильное производство на заводе было ликвидировано из-за истощения Каргалинских рудников. В 1912—1913 годах медь здесь уже не производилась.